# Wingen
Wingen je občina v departmaju Bas-Rhin francoske regije Alzacija.
Leta 1990 je v občini živelo 456 oseb oz. 27 oseb/km².